# 紀元前290年
紀元前290年（きげんぜん290ねん）は、ローマ暦の年である。
当時は、「マニウス・クリウス・デンタトゥスとプブリウス・コルネリウス・ルフィヌスが共和政ローマ執政官に就任した年」として知られていた（もしくは、それほど使われてはいないが、ローマ建国紀元464年）。紀年法として西暦（キリスト紀元）がヨーロッパで広く普及した中世時代初期以降、この年は紀元前290年と表記されるのが一般的となった。

## 他の紀年法
- 干支 : 辛未
- 日本
  - 皇紀371年
  - 孝霊天皇元年
- 中国
  - 周 - 赧王25年
  - 秦 - 昭襄王17年
  - 楚 - 頃襄王9年
  - 斉 - 湣王11年
  - 燕 - 昭王22年
  - 趙 - 恵文王9年
  - 魏 - 昭王6年
  - 韓 - 釐王6年
- 朝鮮
  - 檀紀2044年
- ベトナム :
- 仏滅紀元 : 255年
- ユダヤ暦 :

## できごと

### 共和政ローマ
- 共和政ローマの将軍で執政官のマニウス・クリウス・デンタトゥスは、サムニウム人との戦いで大勝し、50年に及ぶ戦争を終結させた。彼はまた、サビニ人の反乱を鎮圧し、その領土を併合し、civitas sine suffragio（投票権のない市民）になることを認めさせた。サムニウムは、保障として領土の一部をローマに割譲したが、ローマ人からは自立した独立国とみなされた。

### エジプト
- プトレマイオス1世の妻ベレニケ1世は、エジプトの女王に宣言された。プトレマイオス1世は、これを記念して、紅海沿岸にベレニケという街を作った。この街は、エジプトの東方との貿易の大きな拠点となった。
- この頃、プトレマイオス1世がアレクサンドリアにムセイオンを創立。

### 中国
- 魏が河東の地400里を秦に割譲し、韓が武遂の地200里を秦に割譲した。
- 魏の芒卯が策謀によって重んじられるようになった。